# Montaulieu
Montaulieu är en kommun i departementet Drôme i regionen Auvergne-Rhône-Alpes i sydöstra Frankrike. Kommunen ligger i kantonen Nyons som tillhör arrondissementet Nyons. År 2022 hade Montaulieu 88 invånare.

## Befolkningsutveckling
Antalet invånare i kommunen Montaulieu
Referens:INSEE